# Elmont (New York)

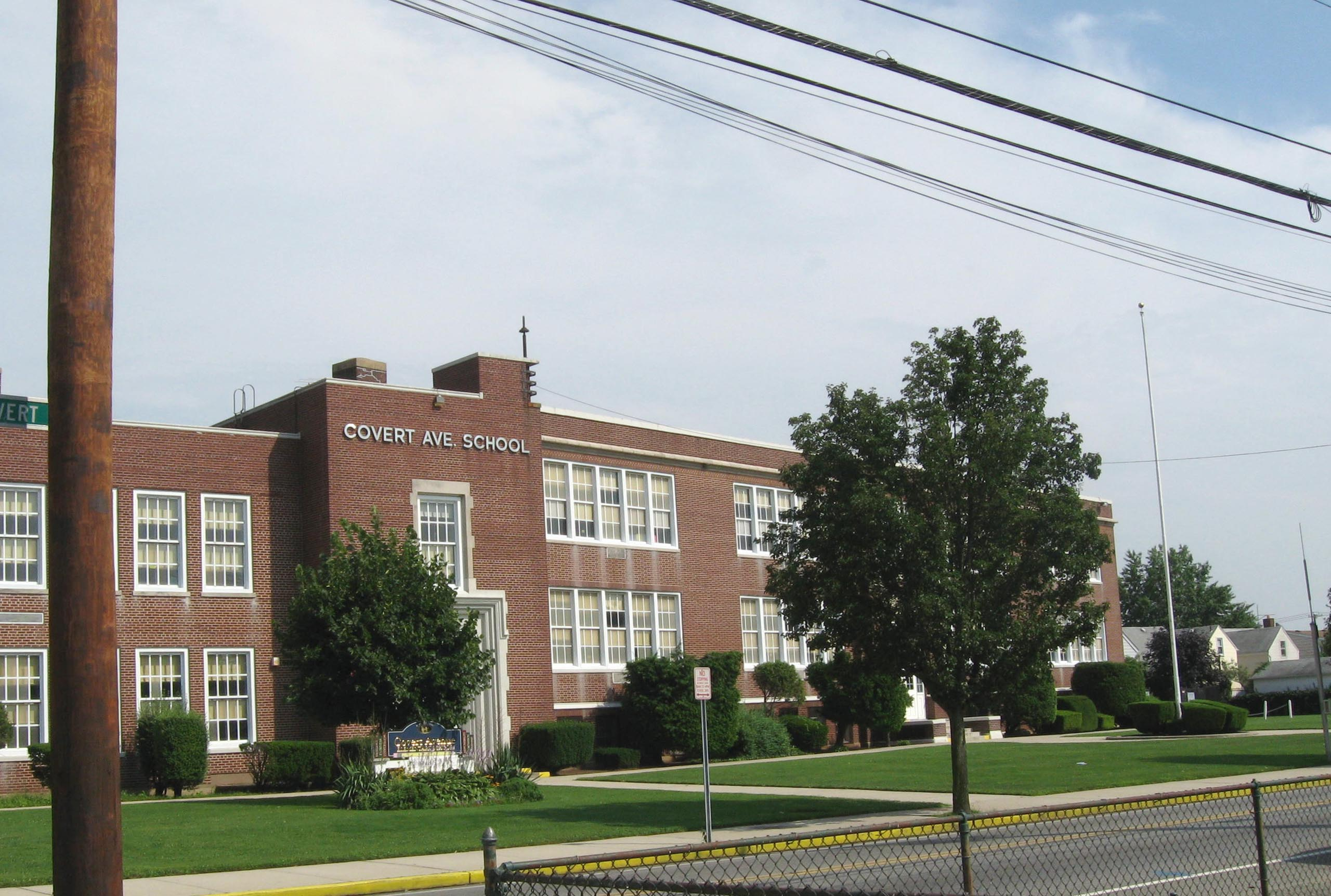
Covert Avenue School

Elmont is een gehucht en door de volkstelling aangewezen plaats (CDP) in het noordwesten van Hempstead in Nassau County in de Amerikaanse staat New York, aan de grens met het New Yorkse stadsdeel Queens. De bevolking was 33.198 bij de telling van 2010.
Het gehucht staat bekend om Belmont Park, waar de Belmont Stakes worden gehouden. In deze plaats ligt ook de UBS Arena, de thuisbasis van de New York Islanders van de NHL .
Elmont heeft in de loop der jaren meerdere keren geprobeerd zichzelf als dorp op te nemen, maar is daar niet in geslaagd.

## Transport
Elmont ligt op de grens van Nassau County en de New Yorkse wijk Queens.
Dichtstbijzijnde luchthavens zijn onder meer:
- John F. Kennedy International Airport (11 km, Queens, NY)
- Luchthaven LaGuardia (21 km, Queens, NY)

Daarnaast is Elmont ook gemakkelijk te bereiken met het bussysteem van New York 